# Pilota d'Or 2022
El premi Pilota d'Or 2022 (en francès: Ballon d'Or 2022) fou la 66a edició del premi Pilota d'Or, atorgat per la revista France Football en reconeixement dels millors futbolistes del món de 2022. Per primera vegada en la història del premi, es va donar en funció dels resultats de la temporada, en comptes de l'any natural. Els nominats per a la cerimònia es van anunciar el 12 d'agost de 2022, i la cerimònia es va celebrar el 17 d'octubre.
La Pilota d'Or va ser atorgada a l'internacional francès Karim Benzema, que era un dels cinc jugadors de l'equip guanyador de la Lliga de Campions de la UEFA del Reial Madrid nominat per al premi; i la catalana Alexia Putellas es va proclamar Pilota d'Or Femenina, després de la seva reeixida campanya amb el Barcelona. En les altres categories de premis, Gavi va rebre el Trofeu Kopa, Thibaut Courtois va guanyar el Trofeu Iaixin, Robert Lewandowski va rebre el recentment creat Trofeu Gerd Müller, Sadio Mané va rebre el premi Sócrates inaugural, i el Manchester City FC van tenir el premi al Club de l'Any.

## Pilota d'Or

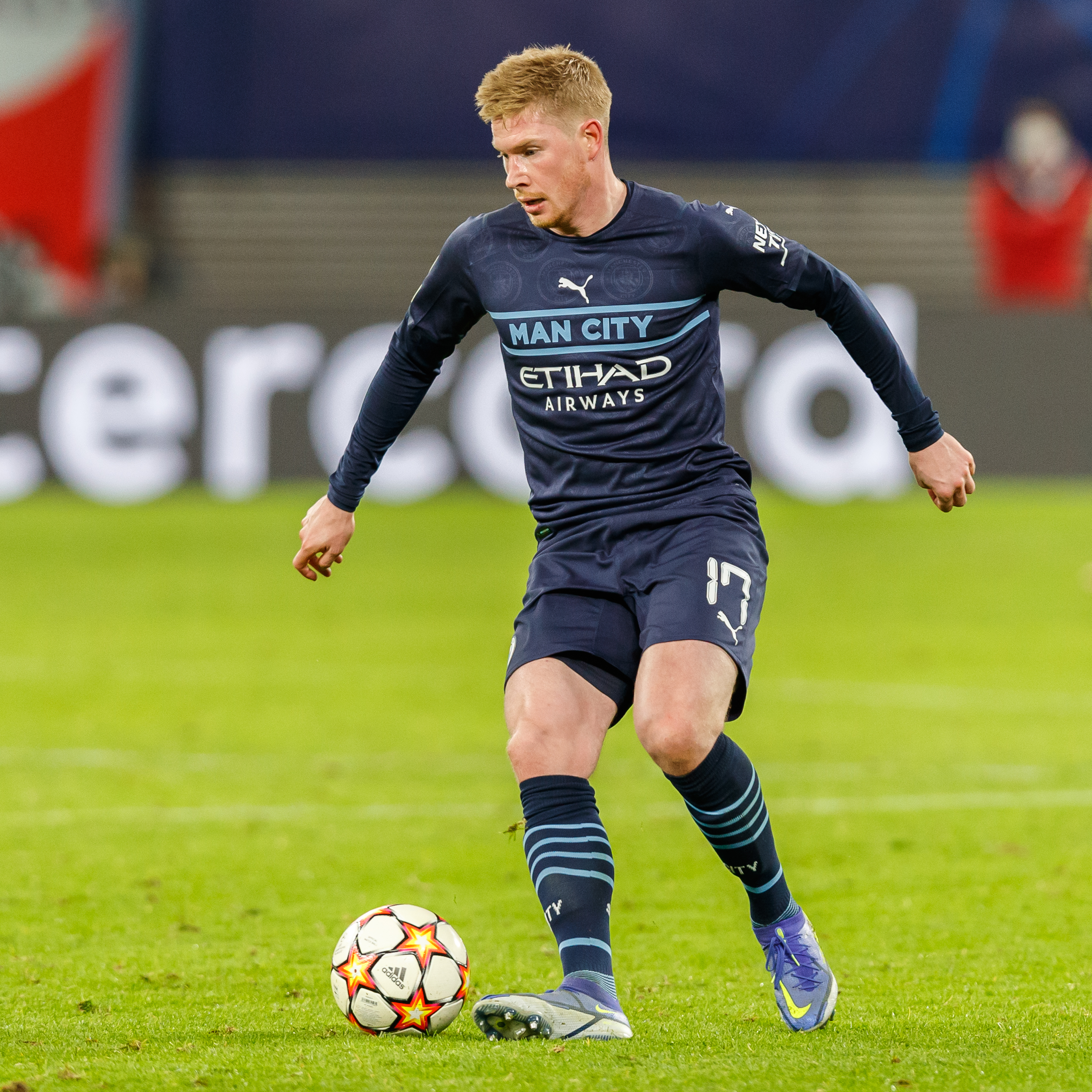
Kevin De Bruyne (a la foto, el 2021), que va acabar tercer en el rànquing de la Pilota d'Or, després d'una temporada reeixida amb el Manchester City FC.

Després d'una temporada reeixida amb el Reial Madrid, Karim Benzema va ser guardonat amb la Pilota d'Or 2022, acabant per davant de Sadio Mané en segon lloc i Kevin De Bruyne en tercer lloc. Amb el seu club, Benzema va guanyar la Lliga de Campions de la UEFA i el títol de La Liga. Va ser fonamental en el progrés de l'equip espanyol durant la fase eliminatòria de la de la Lliga de Campions, marcant gols crucials contra el Manchester City FC a la semifinal, així com hat-tricks contra el Paris Saint-Germain FC i el Chelsea FC als vuitens de final i quarts de final respectivament. Va ser seleccionat a l'equip de la temporada del torneig com a màxim golejador i com a jugador de la temporada. A la lliga estatal, Benzema va guanyar el Trofeu Pitxitxi com a màxim golejador, i es va guanyar un lloc a l'equip de la temporada de la Lliga. Amb la França, va ajudar a guanyar la primera Lliga de les Nacions de la UEFA del país, marcant a la final, de la qual fou el millor jugador del partit. Entre altres premis, Benzema va guanyar el premi al futbolista francès de l'any 2021, el jugador de la temporada de La Liga, el jugador de la temporada del Reial Madrid, l'Onze d'Or, i va ser seleccionat als premis de l'equip de la temporada de l'IFFHS, European Sports Media, i L'Équipe. Després de la cerimònia, posteriorment va guanyar el Premi al Jugador de l'Any de la UEFA, el Tuttosport Golden Player masculí, i el premi al futbolista de l'any dels Globe Soccer Awards.
Per als jugadors que van jugar en diversos clubs durant la temporada, només hi apareix el club més recent:
| Posició | Jugador                | Nationalitat  | Posició     | Club                   |
| ------- | ---------------------- | ------------- | ----------- | ---------------------- |
| 1       | Karim Benzema          | França        | Davanter    | Reial Madrid           |
| 2       | Sadio Mané             | Senegal       | Davanter    | Liverpool FC           |
| 3       | Kevin De Bruyne        | Bèlgica       | Migcampista | Manchester City FC     |
| 4       | Robert Lewandowski     | Polònia       | Davanter    | Bayern de Múnic        |
| 5       | Mohamed Salah          | Egipte        | Davanter    | Liverpool FC           |
| 6       | Kylian Mbappé          | França        | Davanter    | Paris Saint-Germain FC |
| 7       | Thibaut Courtois       | Bèlgica       | Porter      | Reial Madrid           |
| 8       | Vinícius Júnior        | Brasil        | Migcampista | Reial Madrid           |
| 9       | Luka Modrić            | Croàcia       | Migcampista | Reial Madrid           |
| 10      | Erling Haaland         | Noruega       | Davanter    | Borussia Dortmund      |
| 11      | Son Heung-min          | Corea del Sud | Davanter    | Tottenham Hotspur FC   |
| 12      | Riyad Mahrez           | Algèria       | Migcampista | Manchester City FC     |
| 13      | Sébastien Haller       | Costa d'Ivori | Davanter    | AFC Ajax               |
| 14      | Fabinho                | Brasil        | Migcampista | Liverpool FC           |
| 14      | Rafael Leão            | Portugal      | Davanter    | AC Milan               |
| 16      | Virgil van Dijk        | Països Baixos | Defensa     | Liverpool FC           |
| 17      | Casemiro               | Brasil        | Migcampista | Reial Madrid           |
| 17      | Luis Díaz              | Colòmbia      | Migcampista | Liverpool FC           |
| 17      | Dušan Vlahović         | Sèrbia        | Davanter    | Juventus FC            |
| 20      | Cristiano Ronaldo      | Portugal      | Davanter    | Manchester United FC   |
| 21      | Harry Kane             | Anglaterra    | Davanter    | Tottenham Hotspur FC   |
| 22      | Trent Alexander-Arnold | Anglaterra    | Defensa     | Liverpool FC           |
| 22      | Phil Foden             | Anglaterra    | Migcampista | Manchester City FC     |
| 22      | Bernardo Silva         | Portugal      | Migcampista | Manchester City FC     |
| 25      | João Cancelo           | Portugal      | Defensa     | Manchester City FC     |
| 25      | Joshua Kimmich         | Alemanya      | Migcampista | Bayern de Múnic        |
| 25      | Mike Maignan           | França        | Porter      | AC Milan               |
| 25      | Christopher Nkunku     | França        | Davanter    | RB Leipzig             |
| 25      | Darwin Núñez           | Uruguai       | Davanter    | SL Benfica             |
| 25      | Antonio Rüdiger        | Alemanya      | Defensa     | Chelsea FC             |

1. ↑  Diaz va fitxar pel Liverpool FC des del FC Porto durant la temporada.
2. ↑  Vlahović va fitxar per la Juventus FC des de l'ACF Fiorentina durant la temporada.
3. ↑  Ronaldo va fitxar pel Manchester United FC des de la Juventus durant la temporada.

## Pilota d'Or Femenina

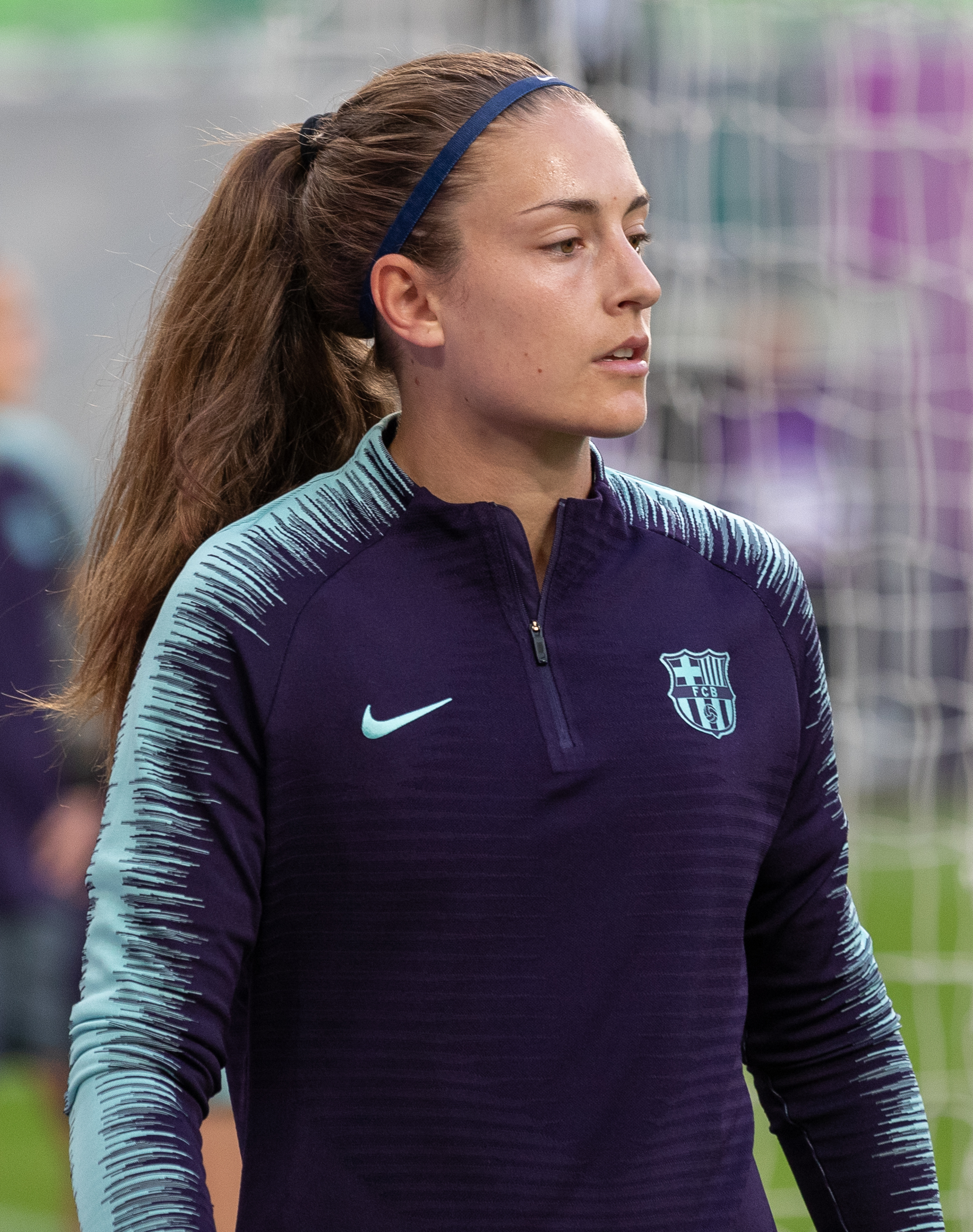
Alexia Putellas (a la foto, el 2019) va guanyar la seva segona Pilota d'Or després del seu trofeu de 2021.

Alexia Putellas va guanyar la Pilota d'Or Femenina 2022 acabant per davant de l'campiona d'Europa de seleccions Beth Mead i de la internacional australiana Sam Kerr. Havia tingut una temporada reeixida amb el Barcelona, marcant a la final de la Lliga de Campions Femenina de la UEFA 2021-22, i guanyant la Primera Divisió femenina, la Copa de la Reina i la Supercopa d'Espanya. Putellas va marcar 34 gols en 42 aparicions en totes les competicions, i va ser guardonada com a Jugadora de la Temporada de la UWCL i inclosa a l'Equip de la Temporada de la UWCL 2021–22; posteriorment també va ser guardonada com a Millor Jugadora Femenina de la FIFA de l'any, va guanyar el Premi a la Millor Jugadora d'Europa de la UEFA, i el Premi a la millor Jugadora del Món de la IFFHS de l'any.
Per a les jugadores que van participar en diversos clubs durant la temporada, només apareix el club més recent:
| Posició | Jugadora                | Nationalitat  | Posició     | Club                |
| ------- | ----------------------- | ------------- | ----------- | ------------------- |
| 1       | Alexia Putellas         | Catalunya     | Migcampista | Barcelona           |
| 2       | Beth Mead               | Anglaterra    | Davanter    | Arsenal             |
| 3       | Sam Kerr                | Austràlia     | Davanter    | Chelsea             |
| 4       | Lena Oberdorf           | Alemanya      | Migcampista | Wolfsburg           |
| 5       | Aitana Bonmatí          | Catalunya     | Migcampista | Barcelona           |
| 6       | Alexandra Popp          | Alemanya      | Davanter    | Wolfsburg           |
| 7       | Ada Hegerberg           | Noruega       | Davanter    | Lyon                |
| 8       | Wendie Renard           | França        | Defensa     | Lyon                |
| 9       | Catarina Macario        | Estats Units  | Migcampista | Lyon                |
| 10      | Lucy Bronze             | Anglaterra    | Defensa     | Manchester City     |
| 11      | Vivianne Miedema        | Països Baixos | Davanter    | Arsenal             |
| 12      | Christiane Endler       | Xile          | Porter      | Lyon                |
| 13      | Alex Morgan             | Estats Units  | Davanter    | San Diego Wave      |
| 14      | Selma Bacha             | França        | Defensa     | Lyon                |
| 15      | Millie Bright           | Anglaterra    | Defensa     | Chelsea             |
| 16      | Asisat Oshoala          | Nigèria       | Davanter    | Barcelona           |
| 17      | Marie-Antoinette Katoto | França        | Davanter    | Paris Saint-Germain |
| 18      | Trinity Rodman          | Estats Units  | Davanter    | Washington Spirit   |
| 19      | Fridolina Rolfö         | Suècia        | Davanter    | Barcelona           |
| 20      | Kadidiatou Diani        | França        | Davanter    | Paris Saint-Germain |

1. ↑  Morgan va fitxar pel San Diego Wave des de l'Orlando Pride durant la temporada.

## Trofeu Kopa

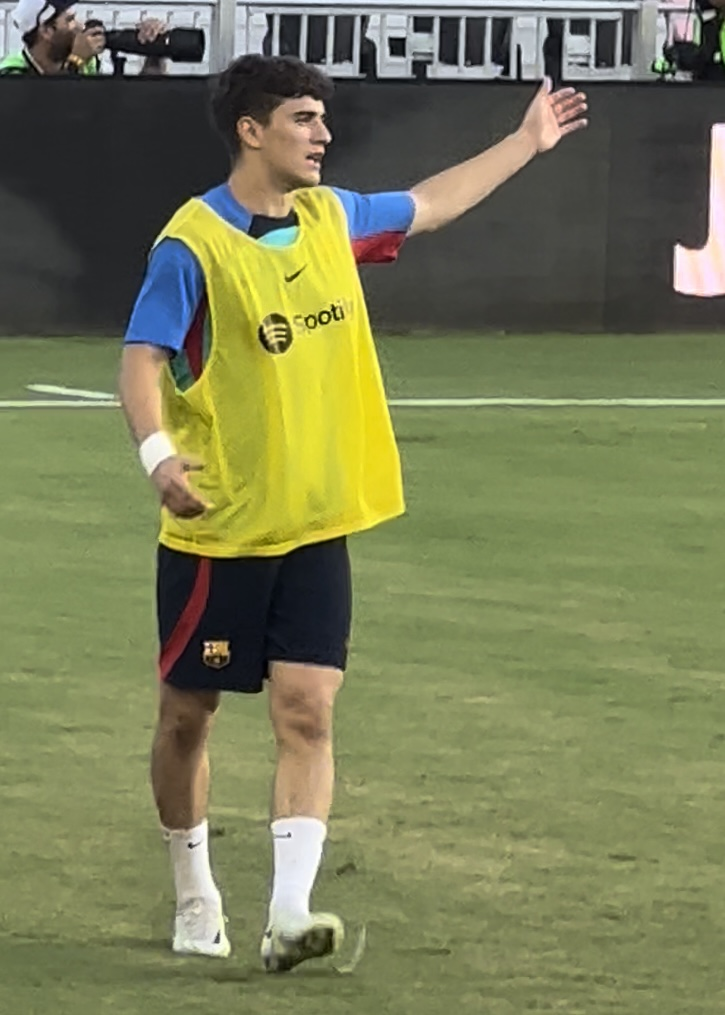
Aleshores amb 18 anys, Gavi (a la foto, el 2022) va guanyar el Trofeu Kopa, succeint el seu company d'equip al FC Barcelona Pedri, que havia guanuat el premi el 2021.

Gavi va guanyar el Trofeu Kopa 2022, atorgat al futbolista menor de 21 anys amb millor rendiment durant la temporada; va acabar per davant d'Eduardo Camavinga i de Jamal Musiala, que van tenir temporades exitoses amb el Reial Madrid i el Bayern de Múnic respectivament. Starting his season as a relatively unknown Spanish academy product, Gavi va debutar al FC Barcelona als 17 anys contra el Getafe CF l'agost de 2021, cosa que el convertia en el quart jugador més jove a jugar a La Lliga amb el Barça. Després d'establir-se com a titular habitual a l'equip de Ronald Koeman, l'entrenador de la Selecció espanyola, Luis Enrique, li va permetre debutar a la selecció absoluta contra la selecció italiana a la semifinal de la Lliga de les Nacions de la UEFA 2021 el 6 d'octubre de 2021, convertint-lo així en el jugador més jove en representar la selecció estatal. Tot i no guanyar cap trofeu a nivell de club o internacional, Gavi va fer personalment una temporada reeixida de clubs amb el Barcelona, marcant dos gols en 47 partits en totes les competicions, jugant habitualment com a migcampista.
Per als jugadors que van participar en diversos clubs durant la temporada, només apareix el club més recent:
| Posició | Jugador           | Nacionalitat  | Posició     | Club                   |
| ------- | ----------------- | ------------- | ----------- | ---------------------- |
| 1       | Gavi              | Espanya       | Migcampista | FC Barcelona           |
| 2       | Eduardo Camavinga | França        | Migcampista | Reial Madrid           |
| 3       | Jamal Musiala     | Alemanya      | Migcampista | Bayern de Múnic        |
| 4       | Jude Bellingham   | Anglaterra    | Migcampista | Borussia Dortmund      |
| 5       | Nuno Mendes       | Portugal      | Defensa     | Paris Saint-Germain FC |
| 6       | Ryan Gravenberch  | Països Baixos | Migcampista | AFC Ajax               |
| 6       | Joško Gvardiol    | Croàcia       | Defensa     | RB Leipzig             |
| 8       | Bukayo Saka       | Anglaterra    | Migcampista | Arsenal FC             |
| 9       | Karim Adeyemi     | Alemanya      | Davanter    | Borussia Dortmund      |
| 10      | Florian Wirtz     | Alemanya      | Migcampista | Bayer Leverkusen       |

1. ↑  Camavinga va fitxar pel Reial Madrid des de l'Stade Rennais FC durant la temporada.
2. ↑  Mendes va fitxar pel Paris Saint-Germain FC cedit per l'Sporting CP durant la temporada.
3. ↑  Adeyemi va fitxar pel Borussia Dortmund des del Red Bull Salzburg durant la temporada.

## Trofeu Iaixin

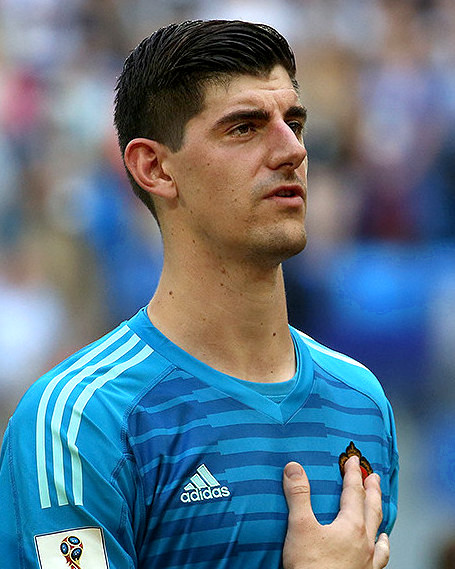
Thibaut Courtois (a la foto, el 2018) va guanyar el Trofeu Iaixin, acabant per davant dels porters de la Premier League Alisson Becker, Ederson i Édouard Mendy.

L'internacional belga Thibaut Courtois va guanyar el Trofeu Iaixin de 2022, atorgat al porter amb millor rendiment durant la temporada 2021-22. Durant una campanya molt reeixida amb el Reial Madrid, va guanyar tant la Lliga de Campions de la UEFA com la lliga espanyola com a habitual de l'equip, consolidant-se com un destacat aspirant al guardó. Amb 30 anys en el moment de rebre el premi, Courtois va fer més aturades de qualsevol porter de la Lliga de Campions de la UEFA 2021–22; durant la final de la competició contra el Liverpool FC, va fer nou aturades i va ser nomenat jugador del partit. Courtois va guanyar el premi per davant d'Alisson Becker i Ederson, els quals havien compartit el premi Golden Glove de la Premier League 2021-2022. El guanyador del premi 2021, Gianluigi Donnarumma, no va ser nominat per al premi.
| Posició | Jugador          | Nationalitat | Club                 |
| ------- | ---------------- | ------------ | -------------------- |
| 1       | Thibaut Courtois | Bèlgica      | Reial Madrid         |
| 2       | Alisson Becker   | Brasil       | Liverpool FC         |
| 3       | Ederson          | Brasil       | Manchester City FC   |
| 4       | Édouard Mendy    | Senegal      | Chelsea FC           |
| 5       | Mike Maignan     | França       | AC Milan             |
| 6       | Kevin Trapp      | Alemanya     | Eintracht Frankfurt  |
| 7       | Manuel Neuer     | Alemanya     | Bayern de Múnic      |
| 8       | Jan Oblak        | Eslovènia    | Atlètic de Madrid    |
| 9       | Yassine Bounou   | Marroc       | Sevilla FC           |
| 10      | Hugo Lloris      | França       | Tottenham Hotspur FC |

## Davanter de l'Any

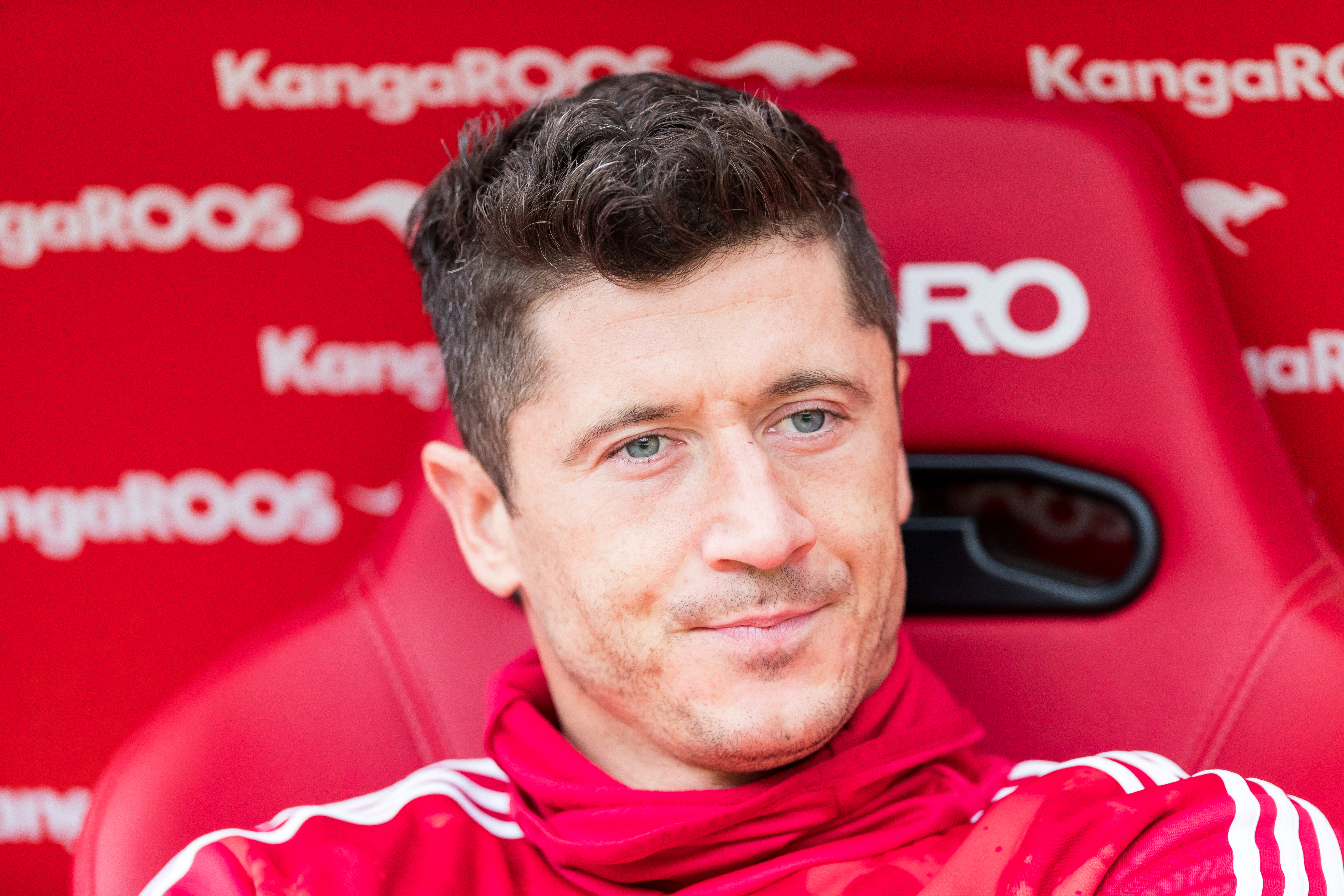
Robert Lewandowski (a la foto, el 2019) va guanyar el nou Trofeu Gerd Müller.

El davanter polonès Robert Lewandowski va guanyar el Trofeu Gerd Müller de 2022, atorgat al davanter amb més puntuació de la temporada 2021-22. Després de ser conegut anteriorment com a guardó del davanter de l'any, va ser rebatejat com a Trofeu Gerd Müller després de la mort del davanter alemany Gerd Müller l'agost de 2021. Lewandowski va marcar 57 gols en 56 partits, set més que el segon classificat Kylian Mbappé; també va acabar quart al rànquing de la Pilota d'Or 2022, només per darrere de Karim Benzema, Sadio Mané i Kevin De Bruyne. Durant la seva temporada prolífica amb el Bayern de Múnic, Lewandowski va aixecar el títol de la Bundesliga, a més d'aconseguir altres honors personals com la Bota d'Or Europea i el Golden Foot. Aquesta va ser la segona vegada que Lewandowski guanyava el premi, després que guanyés l'edició inaugural el 2021.
| Posició | Jugador            | Nationalitat | Posició  | Club            |
| ------- | ------------------ | ------------ | -------- | --------------- |
| 1       | Robert Lewandowski | Polònia      | Davanter | Bayern de Múnic |

## Premi Sócrates

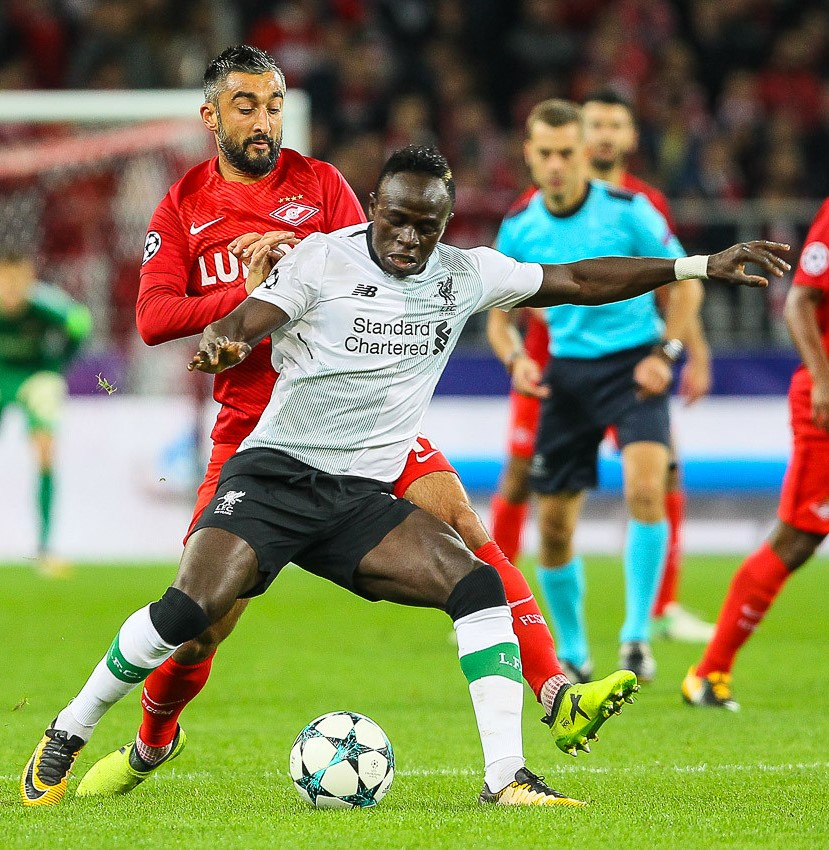
Sadio Mané (a la foto, el 2017) va guanyar el premi Sócrates inaugural.

El 21 de setembre de 2022, France Football va anunciar la creació del 'Premi Sòcrates' que identifica "les millors accions solidàries realitzades per campions compromesos". El guardó porta el nom del difunt futbolista brasiler Sócrates, en honor al jugador que utilitzava la seva plataforma com a futbolista internacional per donar suport als règims democràtics i oposar-se a la dictadura militar al Brasil de l'època. Sócrates va cofundar la Corinthians Democracy, un moviment ideològic de futbol originari del club brasiler Corinthians que va lluitar contra el règim autoritari promovent pràctiques democràtiques a la regió, incloent instar la gent a votar a les eleccions multipartidistes brasileres. El jugador del Liverpool FC Sadio Mané va guanyar el premi inaugural pel treball benèfic realitzat al seu país natal, el Senegal. El davanter va finançar i va reinvertir en noves instal·lacions a la seva ciutat natal Bambali, incloent una escola, una benzinera i un hospital. Mané va fer una donació al Comitè Nacional Senegalès que lluita contra la pandèmia de COVID-19. A més, va finançar un servei d'Internet 4G per a la ciutat i una assignació de 70 € al mes a cada família de la seva ciutat natal. Fora de la seva tasca solidària, Mané va tenir una temporada personal reeixida amb el Liverpool, guanyant la FA Cup i l'EFL Cup i arribant a la UEFA Champions League; també va guanyar la Copa d'Àfrica de Nacions 2021 amb el Senegal a mitja temporada europea.
| Posició | Jugador    | Nacionalitat | Posició  | Club         |
| ------- | ---------- | ------------ | -------- | ------------ |
| 1       | Sadio Mané | Senegal      | Davanter | Liverpool FC |

## Club de l'Any

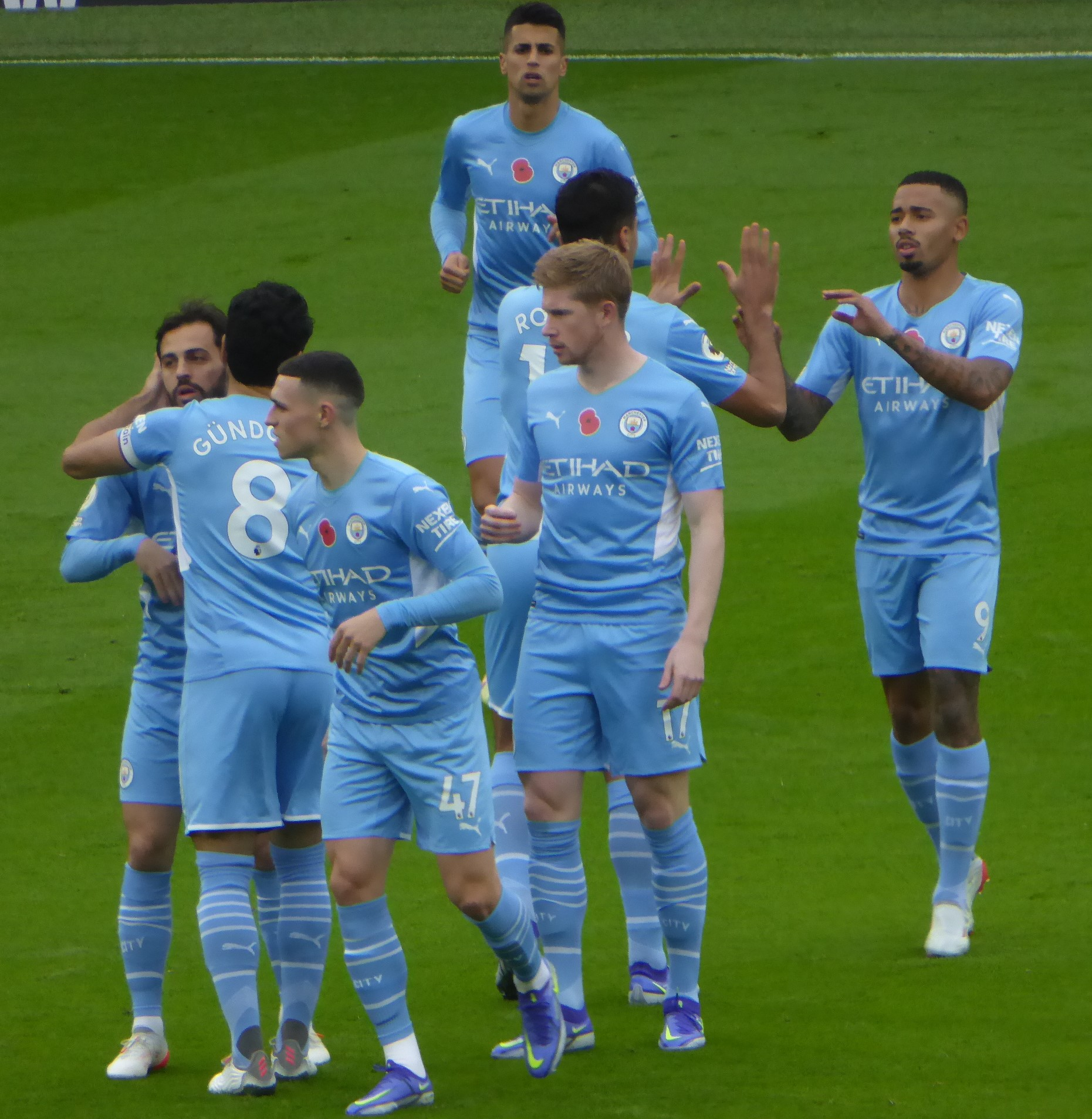
El Manchester City FC va guanyar el premi al Club de l'Any, convertint-se en el segon club anglès a guanyar el premi, després que el Chelsea FC guanyés l'edició inaugural el 2021.

El club anglès Manchester City FC va guanyar el premi al Club de l'Any per davant del Liverpool FC, el Reial Madrid i l'Olympique de Lió. Amb la majoria de nominacions de jugadors a la Pilota d'Or i a la Pilota d'Or Femenina, el Manchester City va succeir el Chelsea FC com a segon club a guanyar el premi després de la presentació del premi el 2021. El club tenia João Cancelo, Kevin De Bruyne, Phil Foden, Riyad Mahrez i Bernardo Silva nominats per a la Pilota d'Or de la temporada, després del seu triomf a la Premier League. A més, Lucy Bronze, del Manchester City Femení, va ser nominada per a la Pilota d'Or Femenina, amb un total de sis jugadors del club. El City va acabar per davant del Liverpool tot i tenir el mateix nombre de nominacions de jugadors, perquè les nominacions de City estaven repartides per les dues categories.
| Posició | Club                | Total | Pilota d'Or | Pilota d'Or Femenina                                                                                             |
| ------- | ------------------- | ----- | --- | --- |
| 1       | Manchester City h d | 6     | João Cancelo (POR) · Kevin De Bruyne (BEL) · Phil Foden (ENG) · Riyad Mahrez (ALG) · Bernardo Silva (POR)                       | Lucy Bronze (ENG)                                                                                                |
| 2       | Liverpool h d       | 6     | Trent Alexander-Arnold (ENG) · Luis Díaz (COL) · Fabinho (BRA) · Sadio Mané (SEN) · Mohamed Salah (EGY) · Virgil van Dijk (NED) | Cap |
| 3       | Real Madrid h d     | 5     | Karim Benzema (FRA) · Casemiro (BRA) · Thibaut Courtois (BEL) · Luka Modrić (CRO) · Vinícius Júnior (BRA)                       | Cap |
| 3       | Lyon h d            | 5     | Cap | Selma Bacha (FRA) · Christiane Endler (CHI) · Ada Hegerberg (NOR) · Catarina Macario (USA) · Wendie Renard (FRA) |